# Tranvia di Sassari
La tranvia di Sassari, nota anche come MetroSassari o, “Sirio”, è un sistema di trasporto pubblico locale di Sassari che collega il centro (Emiciclo Garibaldi), la stazione ferroviaria e il periferico quartiere di Santa Maria di Pisa. Inaugurata il 27 ottobre 2006 da Ferrovie della Sardegna, è gestita dall'ARST dall'ottobre 2010.

## Storia
Alla fine del 1996 la Gestione Governativa Ferrovie della Sardegna bandì una gara di appalto, del valore di 30 miliardi di Lire, di cui 8 per il materiale rotabile, per la progettazione e la realizzazione di una linea tranviaria sul percorso Emiciclo Garibaldi-Buddi Buddi.
Il 27 ottobre 2006 fu inaugurata la tratta piazza Stazione - Emiciclo Garibaldi e nel medesimo anno fu approvato il finanziamento per la costruzione del secondo lotto.
Tre anni più tardi, l'11 settembre 2009 venne attivato il prolungamento fino a Santa Maria di Pisa, su binario affiancato alla ferrovia per Sorso.

### Prolungamenti previsti
Fino al 2020 era in previsione la costruzione di un prolungamento da Santa Maria di Pisa alla località Li Punti per la quale il 23 maggio 2017 venne siglato un accordo in cui si dichiarava che la tratta Santa Maria di Pisa- Li Punti (che passerà per il quartiere di Sant'Orsola) verrà costruita, insieme a un nuovo centro rimessa ubicato in Viale Sicilia. 
In una delibera regionale del giugno 2021 si evince che è stato approvato e finanziato solo il tratto S. Maria di Pisa-Sant'Orsola (in via Marginesu). L'opera, per una lunghezza di 1,9 Km, comprende 3 nuove fermate, lo scavalco in viadotto della ferrovia per Sorso e la realizzazione di un polo di rimessa e manutenzione dedicato esclusivamente alla tranvia. Inoltre, saranno acquistate 3 nuove unità di trazione. I lavori, dal costo di 38,6 milioni di euro, verranno finanziati dal Patto per lo Sviluppo della regione Sardegna e dal PO Infrastrutture.
A medio termine, è prevista la conversione graduale delle ferrovie per Alghero e per Sorso in linee tranviarie, con l'elettrificazione e l'aumento del numero delle fermate. È in progetto anche la realizzazione di un anello sulla linea per Alghero, per collegare sia Alghero sia Sassari con l'aeroporto di Fertilia.

## Caratteristiche
| Continuation backward |

| Unknown route-map component "dHST-L" | Unknown route-map component "udKHSTa-R" | Unknown route-map component "d" |

| Unknown route-map component "CONTr+f" + Unknown route-map component "STR~L" | Unknown route-map component "umABZg+l" + Unknown route-map component "STR~R" | Unknown route-map component "STR+r" |

| Unknown route-map component "c" | Unknown route-map component "dSTR" | Unknown route-map component "vSHI2g+l-" + Unknown route-map component "uv-STR" | Unknown route-map component "c" | + Unknown route-map component "CONTl+g" |

| Unknown route-map component "cd" + Unknown route-map component "vBHF" | Urban station on track | Unknown route-map component "cd" |

| Unknown route-map component "dSTRc2" + Unknown route-map component "CONTr+g" | Unknown route-map component "d" + Unknown route-map component "STR3" | Urban straight track |  |

| Unknown route-map component "dCONT1-" | Unknown route-map component "dSTRc4" | Urban straight track |  |

| Urban stop on track |

| Urban stop on track |

| Urban station on track |

| Urban stop on track |

| Urban stop on track |

| Urban End station |

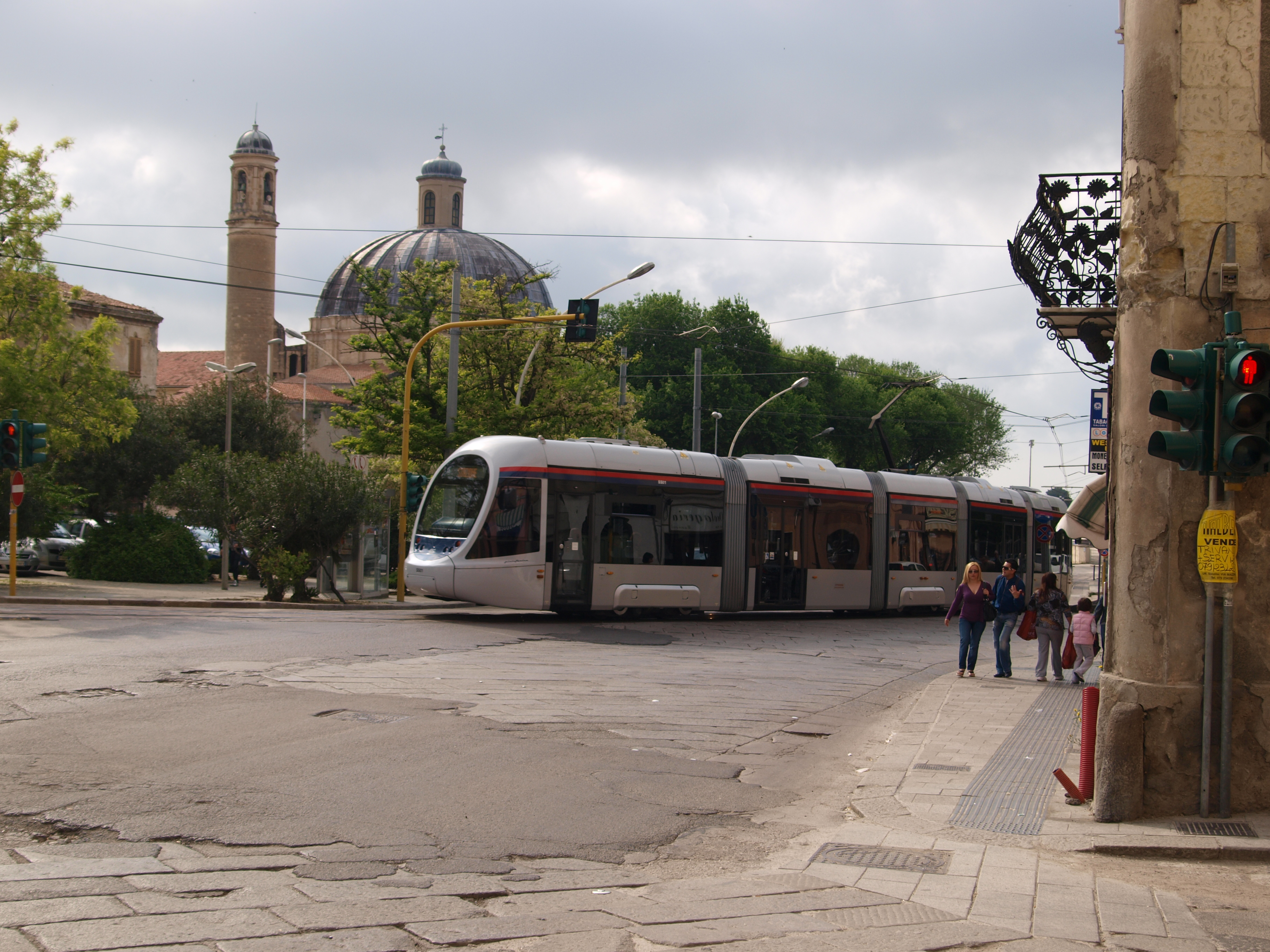
Un tram nelle vie cittadine

La linea si compone di una tratta su sede stradale e di una in affiancamento alla ferrovia, su binario indipendente. Lo scartamento adottato è quello di 950 mm, analogo a quello utilizzato sulla rete delle ex Ferrovie della Sardegna e dalla Rete tranviaria di Cagliari.
Realizzata a binario unico, la linea presenta punti d'incrocio intermedi alle fermate Piazza Stazione e Cliniche universitarie. L'elettrificazione è a corrente continua 750 V.
L'intera linea, lunga 4,331 km, comprende 8 fermate svolgendosi prevalentemente in sede stradale su percorso protetto. La frequenza delle corse è di 20 minuti.
La tratta dalla stazione ferroviaria a Santa Maria di Pisa è stata costruita ex novo in affiancamento a quella esistente delle FdS ed è funzionalmente separata da questa. L'unico tratto in comune di circa 200 metri tra la rete tranviaria e quella ex FdS è l'attraversamento dei binari dello scalo a Sassari ed in particolare di quelli che portano alla rimessa della Ferrovia; tale breve promiscuità comportò alcune complicazioni di tipo amministrativo.

### Classificazione
Noto anche col nome commerciale di Metrosassari e definito impropriamente anche metropolitana leggera o metropolitana di superficie, il sistema è definibile come tram-treno, ai sensi della classificazione adottata dal Ministero delle Infrastrutture e dei Trasporti, in virtù del fatto che le vetture tranviarie proseguono il loro percorso innestandosi sul sedime della ferrovia per Sorso, ma su un binario loro riservato, fino al capolinea di Santa Maria di Pisa. Il sistema risulta quindi classificabile anche come metrotranvia grazie alle parti del percorso gestite in modo tale da permettere una velocità commerciale elevata, così come il numero di passeggeri più alto rispetto ad un normale tram su rotaia.

## Materiale rotabile
Per il servizio sono utilizzate quattro vetture tranviarie bidirezionali Ansaldobreda Sirio lunghe 27 m, che possono contenere ciascuna fino a 200 passeggeri, di cui 51 seduti, e 2 con sedie a rotelle. La prima unità arrivò sull'isola nei primi mesi del 2004.